# هال براون
هال براون (انگلیسی: Hal Brown; ۳۰ مارس ۱۸۹۸ – ۲۵ دسامبر ۱۹۸۳) دونده دو استقامت اهل ایالات متحده آمریکا بود.